# Kazimierz Samuelson
Kazimierz Samuelson ps. "Słomicki" (ur. 1915 w Gdańsku, zm. 1944 w Warszawie) – inżynier elektryk, podharcmistrz, uczestnik powstania warszawskiego.
Ukończył Gimnazjum Polskie Macierzy Szkolnej i Politechnikę w Gdańsku. W harcerstwie był przybocznym w l GDH im. Zygmunta Augusta, następnie pełnił funkcję zastępcy komendanta III Hufca Harcerzy. W czasie okupacji hitlerowskiej żołnierz Armii Krajowej. Poległ w walkach powstańczych.